# Кембриџ (Масачусетс)
Кембриџ (енгл. Cambridge) град је у округу Мидлсекс у савезној држави Масачусетс, САД. По попису становништва из 2020. у њему је живело 118.218 становника. По броју становника је пети највећи град у Масачусетсу, иза Бостона, Вустера, Спрингфилда и Лоуела. Кембриџ и Лоуел су седишта округа Мидлсекс.
Град је добио име по Универзитету у Кембриџу, који је у време оснивања града био важан центар пуританске теологије коју су заступали оснивачи. Кембриџ је седиште два позната светска универзитета, Универзитета Харвард и Масачусетског технолошког института.

## Географија
Кембриџ се налази на надморској висини од 12 m.

## Демографија
Према попису становништва из 2010. у граду је живело 105.162 становника, што је 3.807 (3,8%) становника више него 2000. године.
|                   | 2010.            | 2000.            |
| Укупно            | 105 162 (100,0%) | 101 355 (100,0%) |
| Белци             | 65 259 (62,06%)  | 65 425 (64,55%)  |
| Азијати           | 15 879 (15,10%)  | 12 036 (11,88%)  |
| Афроамериканци    | 12 253 (11,65%)  | 12 079 (11,92%)  |
| Хиспаноамериканци | 7 974 (7,583%)   | 7 455 (7,355%)   |
| Остали            | 3 797 (3,611%)   | 4 360 (4,302%)   |

## Партнерски градови
- Кембриџ
- Коимбра
- Сјенфуегос
- Гаета
- San José Las Flores
- Chalatenango
- Цукуба
- Јереван
- Краков